# Emil Pawlik
Emil Pawlik (ur. 29 grudnia 1951 w Krakowie) – inżynier, działacz Solidarności, burmistrz Żywca w latach 1990–1992.

## Życiorys
W 1975 roku ukończył studia na Wydziale Mechanicznym Politechniki Krakowskiej. W latach 1975–1978 pracował jako nauczyciel w Zespole Szkół Mechaniczno-Elektrycznych w Żywcu.
W latach 1978–1982 pracował jako inżynier w Żywieckiej Fabryce Śrub „Śrubena”, gdzie we wrześniu 1980 został członkiem komitetu założycielskiego Solidarności, od listopada 1980 pełnił funkcję sekretarza i człona Zarządu delegatury „S” w Żywcu. 14 grudnia 1981 roku współorganizował 1-dniowy strajk. Współtworzył Tajną Komisję Koordynacyjną „S” Regionu Żywiec. Redagował i kolportował podziemne pismo „Drzazga”.
W sierpniu 1982 został aresztowany, a w styczniu 1983 skazany na 1,5 roku więzienia. W kwietniu 1983 roku został warunkowo zwolniony warunkowo. Stracił pracę i do roku 1989 był zatrudniany dorywczo jako pracownik fizyczny. Rozpracowywany przez gr. V RUSW w Żywcu w ramach SOS krypt. Broda; do 8 lutego 1988 w ramach SOR krypt. Romanka.
W latach 1989–1990 członek Komitetu Obywatelskiego „S” Ziemi Żywieckiej. W latach 1989–1990 dyrektor Wojewódzkiego Przedsiębiorstwa Produkcji Pomocniczej w Żywcu.
W czerwcu 1990 roku został pierwszym burmistrzem Żywca. Mimo że został wybrany na czteroletnią kadencję (1990–1994), to funkcję tę pełnił tylko w okresie od 8 czerwca 1990 roku do 30 czerwca 1992 roku. Został odwołany z powodu trzech głównych zarzutów: braku kompetencji, podawaniu nieprawdziwych informacji i poważnych zaniedbań w kwestiach gospodarczych. W tajnym głosowaniu 15 na 29 radnych głosowało za odwołaniem. Decyzja wywołała wiele kontrowersji. 10 radnych złożyło rezygnację na znak protestu.
Od 1992 pracownik Grupy Żywiec SA. Od 2001 członek Zarządu Międzyzakładowej Komisji Związkowej Solidarność Grupy Żywiec SA.

## Inne
Emil Pawlik jest znanym lokalnie i w środowisku biegaczem.